# Zachte haver
Zachte haver (Helictotrichon pubescens, basioniem: Avena pubescens Huds.) is een overblijvende plant uit de grassenfamilie (Poaceae). De plant komt van nature voor in Eurazië en is van daaruit verspreid naar Nieuw-Zeeland en het oosten van Noord-Amerika. De soort onderscheidt zich van gewone glanshaver (Arrhenatherum elatius) door de in knop overlangs gevouwen en ongeribde bladeren. Bij Frans raaigras is in dit stadium het blad opgerold en is het blad geribd.
De losse pollen vormende plant wordt 30-90 cm hoog en heeft korte wortelstokken. De twee- tot drieknopige stengels staan rechtop of zijn onderaan iets geknikt. De vlakke of iets gootvormige, groene, 5-10 mm brede bladschijf heeft zowel aan de boven- als onderkant dezelfde kleur. Alleen de onderste bladschijven en bladscheden zijn vrij dicht bezet met lange afstaande haren. Het spitse, driehoekige tongetje (ligula) is tot 4 mm lang.

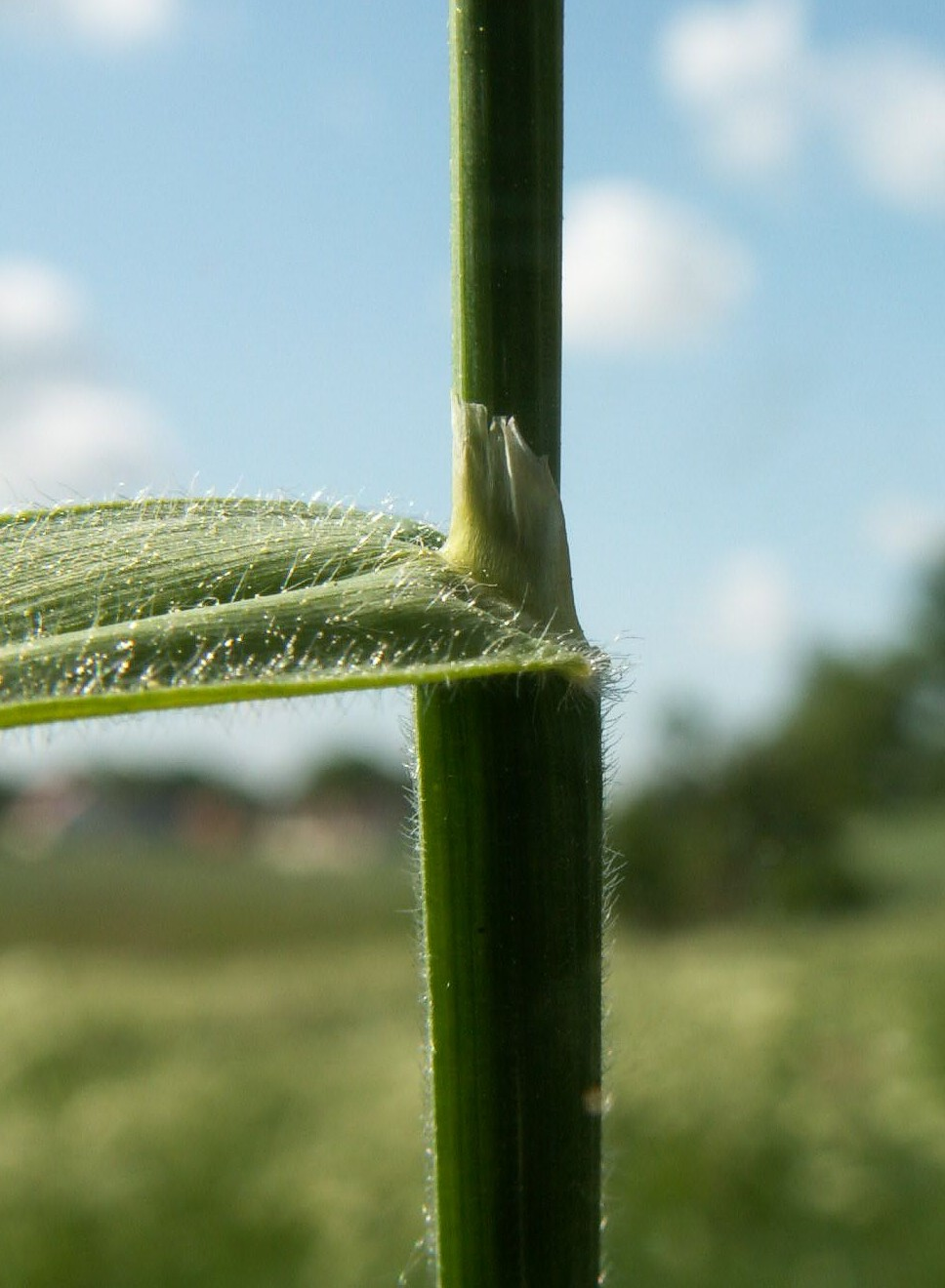
Tongetje

Zachte haver bloeit in mei en juni. De bloeiwijze is een min of meer samengetrokken, tot 20 cm lange pluim met violette, 15 mm lange aartjes, waarbij de onderste zijtakken met drie tot vijf bij elkaar zitten. Op de spil van de aartjes zitten tot 7 mm lange haren. De aartjes hebben twee tot vier bloemen en twee of drie kafnaalden. Het onderste, dun en vliezige kelkkafje is ongeveer 6,8 mm lang en heeft meestal één nerf. Het bovenste is ongeveer 12 mm lang en heeft drie nerven. Het onderste, ongeveer 10 mm lange, aan de top ingesneden kroonkafje heeft op de rugzijde een 10-20 mm lange, gedraaide kafnaald. De helmhokjes zijn ongeveer 3,8 mm lang.
De vrucht is een graanvrucht.
De plant komt voor in grasland en tussen laag struikgewas op vrij droge, matig voedselrijke, kalkhoudende grond.

## Plantensociologie
Zachte haver is een kensoort voor de klasse van kalkgraslanden (Festuco-Brometea).
Het is tevens een indicatorsoort voor het mesofiel hooiland (hu) subtypes 'Kamgrasgrasland op kalkrijke bodem' en 'Droge stroomdalgraslanden', een karteringseenheid in de Biologische Waarderingskaart (BWK) van Vlaanderen en het Brussels Hoofdstedelijk Gewest.